# Fever (canción de Kylie Minogue)
«Fever» es un sencillo promocional de Kylie Minogue para su álbum Fever. Fue lanzado solo en Australia y Sudáfrica, el sencillo no logró entrar en el top 50 de Australia pero fue de gran éxito en las radios de los países. Incluso en Sudáfrica llegó al n.º 3. La canción en vivo en el KylieFeverTour 2002 fue puesta como Lado B del sencillo Come Into My World. No se grabó ningún vídeo, pero algunos canales de vídeos musicales pasaron la presentación en vivo.

## Listado de canciones sencillo
Australia sencillo en CD
1. «Fever» - 03:32
2. «Fever» (Instrumental) - 3:32

## En vivo
Kylie canto Fever en:
- KylieFeverTour 2002; cerrando el acto Silvanemesis.
- Showgirl: Homecoming Tour; solo en Melbourne, Australia.
- Aphrodite World Tour; solo en el 2 de abril en Manchester, Inglaterra

Y en el especial de televisión:
- An Audience With... Kylie

## Versión deLeah Dizon
La cantante japonesa Leah Dizon, hizo una versión de la canción en el 2006, fue lanzada como descarga digital e incluida como lado B del sencillo Softly.